# Hornera radians
Espèce
Hornera radians est une espèce éteinte de bryozoaires de la famille des Horneridae.

## Description et caractéristiques
Il s'agit d'un zoarium libre, érigé, rameux, à tractus réunissant les branches les plus rares, très occasionnels mêmes. Les tubes s'ouvrent sur la face frontale des branches. Le diamètre des orifices est supérieur ou égal à 0,07 mm. Les sulcis frontaux sont peu visibles, voire absents. 

## Habitat et répartition
Il s'agit d'une espèce commune dans les faluns du Miocène.